# ستيفن ستامكوس
ستيفن ستامكوس (من مواليد 7 فبراير 1990) (بالإنجليزية: Steven Stamkos)‏ هو مهاجم كندي محترف في هوكي الجليد وقائد فريق تامبا باي لايتنينغ التابع لدوري الهوكي الوطني.

## الحياة الشخصية
تزوج ستامكوس من صديقته ساندرا بورزيو في 30 يونيو 2017. أقيم الحفل في تورونتو وحضره عدد من زملائه الحاليين والسابقين.